# 罗希林人
在英國作家托爾金的中土大陸裡，洛汗人（Rohirrim）原是一遊牧民族，後來定居於洛汗，故得名。洛汗人在辛達林語裡的意思是「馬主的人民」（有時只會簡稱為「馬主」），這稱呼是外人最常用的，他們自稱為艾利剛（Eorlingas），「伊歐的追随者」，因為第一任洛汗國王伊歐將他的子民帶到洛汗。

## 來歷及特徵
洛汗人源自一個叫伊歐西歐德的人類種族，伊歐西歐德人居住在安都因河河谷，伊歐西歐德人協助剛鐸擊退外敵，剛鐸攝政王西瑞安將卡蘭納宏作為奬勵賜給他們。由於伊歐西歐德的馬匹甚眾，卡蘭納宏遂易名為洛汗，洛汗人稱洛汗為馬克（The Mark）。
洛汗騎士或馬克騎士常用以指洛汗的騎兵，小說《魔戒》裡有一節便名為「洛汗國的騎士」。國王驃騎（King's Riders）便是守護國王的騎士。
洛汗人高大美麗、白膚金髮（頭髮長且結辮），大部分是藍眼睛。他們十分愛惜馬匹，他們整個文化體系都建基於馬匹之上，洛汗人的城鎮不多，大部分洛汗人散居在平原上的各個村落。洛汗人的性格嚴謹，較為激進，莊重而寬容。
|                            | 他們是驕傲、自視甚高的民族，但他們也是言出必行，光明正大、心地慷慨的人們，他們勇敢但不殘酷，睿智但並非飽讀詩書；他們不會以文字記錄歷史，卻是以豪壯的歌曲記述一切，就像是黑暗年代的初始人類 |
| ——《魔戒二部曲：雙城奇謀》 | |

洛汗人的騎戰技術精湛，通常備有劍、盾、矛、弓，防具有頭盔及鎖子甲。在戰爭時期，所有壯男都須義務響應軍隊的召集。洛汗人須遵守伊歐誓言，在必要時須援助剛鐸。
伊歐的後裔是洛汗人的統治者。
剛鐸的登丹人相信，洛汗人是他們的遠親（都是第一紀元人類之父的後裔），以中等人來形容洛汗人，在血統及文化上較努曼諾爾人落後，但較效力索倫的邪惡人類優勝。不過，托爾金指這只不過是努曼諾爾人為了增加民族優越感而制造的言論。洛汗人和剛鐸人並沒有共同的祖先。
在歷史上，洛汗人曾和精靈有過接觸，聽聞過有關伊露維塔的事，正如剛鐸人一樣，沒有寺廟供奉及祭拜伊露維塔，他們很尊敬維拉歐羅米，稱他為貝瑪。

## 語源
洛汗人Rohirrim为辛达林语，意为马的主人，是一個集合名詞（collective noun），指称全体洛汗民族。单个的罗汉人称为Rohir。
书中洛汗人的姓名和文化被托尔金描述得近似斯堪的納維亞文化，特別托尔金用古英文来翻译他們的语言。托爾金對他們有強烈嗜好（但盎格魯人及撒克遜人較熱衷於步戰，至於他們的近親哥德人則有馬上作戰的歷史）。盎格魯-撒克遜人最終在黑斯廷斯戰役被諾曼第的騎兵擊敗。有托爾金學者推測洛汗人是托爾金所希望見到的盎格魯-撒克遜人，希望他們保有「騎士文化」，並有能力擊退入侵者。
在《魔戒二部曲：雙城奇謀》的第六節裡，亞拉岡在看見洛汗騎士之前曾提及過他們，亞拉岡「用一種矮人與精靈都沒聽過的語言吟唱一首歌謠」，勒苟拉斯則認為那歌謠「充滿了人壽短暫、歲月無常的悲哀」。為了讓遊牧民族的統治者與剛鐸達成和平盟約與過去產生共鳴，托爾金採用了古英語的一首詩歌「漫遊者」：

馬兒在哪裡？騎士在哪裡？  （Where is the horse gone? where the rider?）

送禮者在哪裡？  （Where the giver of treasure?）

宴會的座位在哪裡？  （Where are the seats at the feast?）

大廳內的歡欣在哪裡？  （Where are the revels in the hall?）

啊！為了明亮的杯子！  （Alas for the bright cup!）
啊！為了那穿盔甲的戰士！ （Alas for the mailed warrior!）

啊！為了王子的輝煌！  （Alas for the splendour of the prince!）

夜空下的黑暗何時才會離去，  （How that time has passed away, dark under the cover of night,）

就像它從未來過。  （as if it had never been.）
托爾金這首詩改寫，使之與原著相比，鄉愁的苦緒更加強烈：

駿馬與騎士今何在？號角憾地今何在？  （Where now the horse and the rider? where is the horn that was blowing?）

鋼甲與鎧甲今何在？那飄揚金髮今何在？  （Where is the helm and the hauberk and the bright hair flowing?）

春意、農耕、金黃的玉米今何在？  （Where is the spring and the harvest and the tall corn growing?）

一切都如細雨落入山中，如微風吹拂草原  （They have passed like rain on the mountain, like a wind in the meadow;）

歲月隱入西方，藏入山後的陰霾。  （The days have gone down in the West behind the hills into shadow.)

誰能收回枯木火焰之湮滅，  （Who shall gather the smoke of the dead wood burning?)

或挽留大海彼方流逝的歲月？  （Or behold the flowing years from the Sea returning?）

亞拉岡又解釋「歌謠中記載的傳說，確實的年代也消失在歷史的迷霧當中」。

## 改編描述
彼得·傑克遜執導的電影《魔戒》系列裡，洛汗人常穿黑服，一些人認為鮮色的衣服更切合斯堪的納維亞人的文化。一些洛汗的官員穿著薩頓骺式設計的裝甲。
基於電影而寫成的《魔戒武器聖戰》記有中土大陸的兵器和軍事組織，但並不可視為托爾金中土大陸的典據。

## 注解
1. ↑  《魔戒二部曲：雙城奇謀》，第六節